# Sasa kurilensis
La Sasa kurilensis és una espècie de bambú, del gènere Sasa de la família de les poàcies, ordre de les poals, subclasse Commelinidae, classe Liliopsida, divisió Magnoliophyta.
Es tracta del bambú que es fa més al nord. El seu nom procedeix de les illes Kurils (Japó), encara que també creix a Corea i a l'illa de Sakhalín (Rússia), fent-ne això l'única espècie russa de bambú. Els brots tendres en són un menjar tan popular al Japó que cal tenir una llicència especial per collir-ne. El tronc s'aprofita per a la confecció de paper gruixut i cartró.

## Característiques
És una planta perenne que creix en bosquets espessos. Fa una alçada mitjana d'1,8 metres, encara que pot arribar a fer els tres. Les fulles fan uns 25 centímetres, amb una amplada de 8. Floreix de forma escadussera, amb intervals de molts anys.
Resisteix el fred fins a -20 °C.